# Emily Howell Warner
Emily Howell Warner

Link zum Bild

Emily Howell Warner (* 30. Oktober 1939 in Denver; † 3. Juli 2020) war eine US-amerikanische Pilotin und die erste Frau, die als Kapitänin einer US-Linienfluggesellschaft tätig war.

## Leben
Emily Howell Warner wurde am 30. Oktober 1939 als Tochter von John und Emily Hanrahan in Denver geboren und war eines von deren sechs Kindern (vier Brüder und eine Zwillingsschwester, Eileen). Sie besuchte die Holy Family High School in Broomfield (Colorado). Da ihre Eltern es sich nicht leisten konnten, sie auf ein College zu schicken, plante sie, nach dem Highschool-Abschluss Flugbegleiterin zu werden. Nachdem sie allerdings einen Flug über die Rocky Mountains im Cockpit einer Douglas DC-3 erlebt hatte, entschied sie sich, stattdessen Pilotin zu werden.
Sie begann 1958 im Alter von 19 Jahren mit der Fliegerei. Nachdem sie ihre Privat-, Verkehrspiloten- und Fluglehrerlizenzen sowie die Berechtigungen für Instrumentenflug und mehrmotorige Flugzeuge erworben hatte, arbeitete sie von 1961 bis 1967 bei der Clinton Aviation Company als Fluglehrerin. Viele ihrer meist männlichen Flugschüler schlugen eine Laufbahn im Luftverkehr ein und 1968 entschloss Emily Howell Warner sich, es ihnen gleichzutun und begann damit, sich um eine Stelle als Pilotin bei einer Fluggesellschaft zu bewerben. Nachdem sie sich fünf Jahre lang bei verschiedenen Fluggesellschaften beworben hatte, erhielt Emily Howell Warner Anfang 1973 eine Anstellung als Pilotin bei Frontier Airlines.

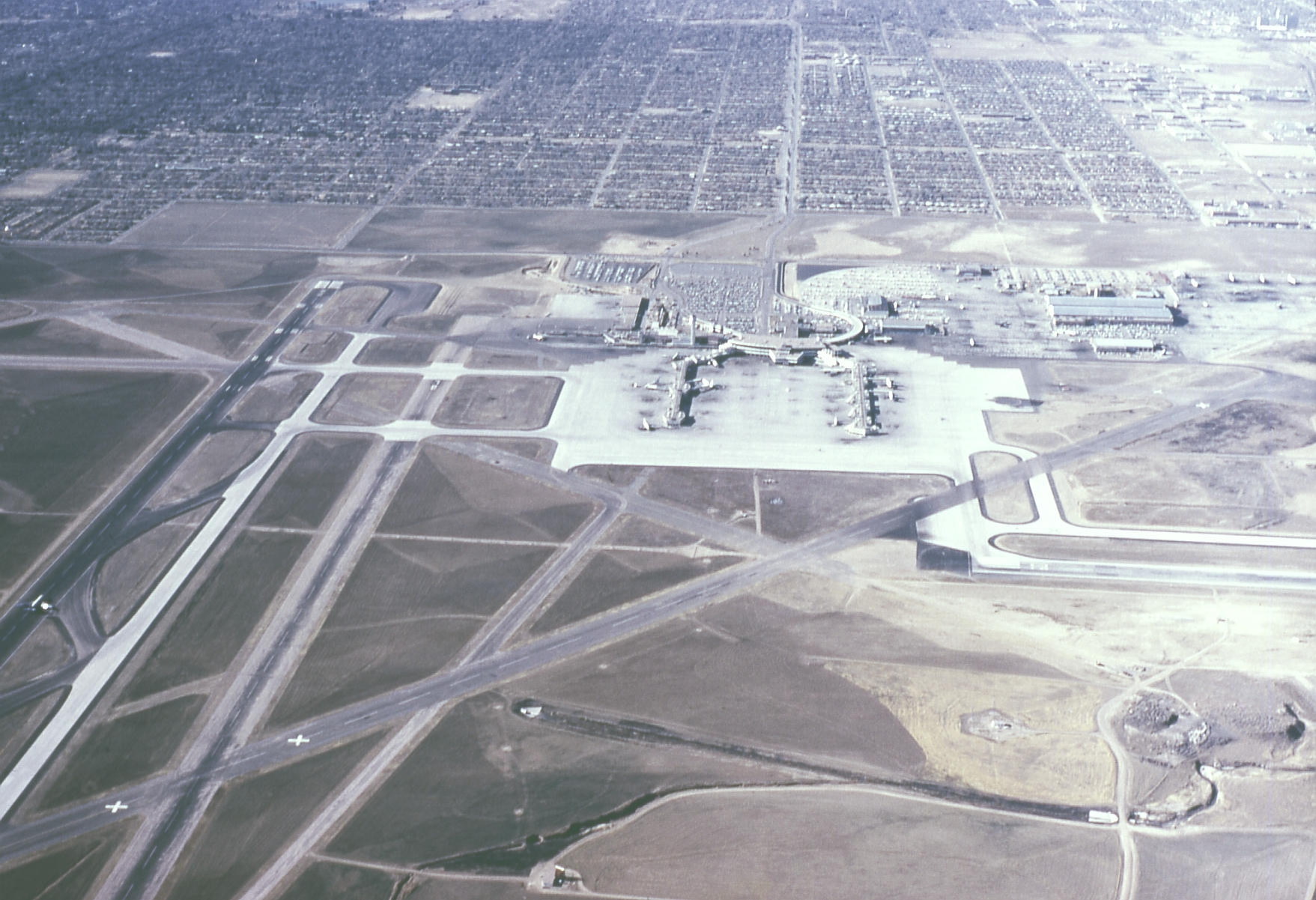
Stapleton International Airport (1966)

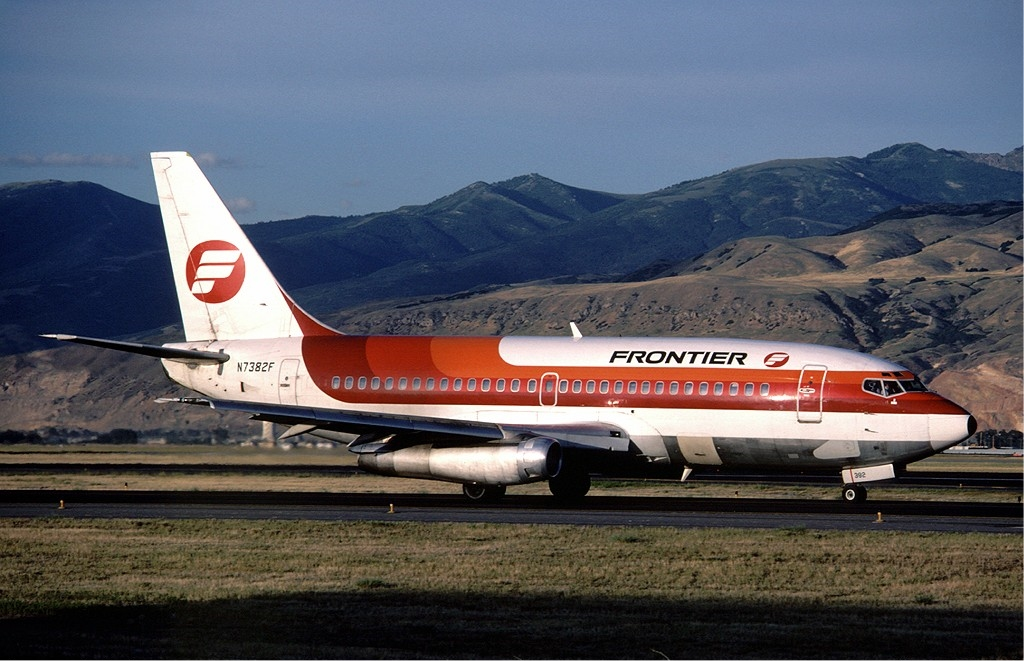
Boeing 737-200 der Frontier Airlines

Am 6. Februar 1973 flog Howell Warner zum ersten Mal als zweiter Offizier auf einer Boeing 737 der Frontier Airlines vom Stapleton International Airport in Denver aus, drei Jahre später war sie die erste Flugkapitänin einer US-Linienfluggesellschaft. 1974 war sie die erste Frau, die in die Air Line Pilots Association (ALPA) aufgenommen wurde.
Warner flog von 1973 bis zur Schließung des Unternehmens im Jahr 1986 für Frontier. Danach flog sie für Continental Airlines und von 1988 bis 1990 als Kapitänin für UPS Airlines auf der Boeing 737. In der Folgezeit arbeitete sie bei der Federal Aviation Administration (FAA) in Denver als Inspektorin für Luftfahrtunternehmen, als Aircrew Program Manager für die Boeing 737-300/500-Flotte von United Airlines und als FAA-Vertreterin für das Flugsicherheitsprogramm von United.
Emily Howell Warner ging 2002 in den Ruhestand, nachdem sie 42 Jahre in der Luftfahrt tätig war und über 21.000 Flugstunden absolviert hatte. Sie starb am 3. Juli 2020 im Alter von 80 Jahren.

## Auszeichnungen und Ehrungen
- 1973: Amelia Earhart Award als herausragende Frau in der US-Luftfahrt
- Ihre Pilotenuniform hängt im Smithsonian Institution National Air and Space Museum
- 1974 war sie die erste Frau, die Mitglied der Air Line Pilots Association wurde
- 1983: Aufnahme in die Colorado Aviation Hall of Fame
- 1992: Aufnahme in die Women in Aviation International Pioneer Hall of Fame
- 1994: Das Emily Howell Warner Aviation Education Resource Center wird in der öffentlichen Bibliothek von Granby eingerichtet
- 2000: Aufnahme in das Wings Over the Rockies Air and Space Museum in Denver
- 2001: Aufnahme in die National Women’s Hall of Fame
- 2002: Aufnahme in die Colorado Women’s Hall of Fame
- 2014: Aufnahme in die National Aviation Hall of Fame
- 2015: Der Flughafen von Granby (Colorado) wird zu Ehren ihrer Leistungen in der Luftfahrt in „Emily Warner Airport“ umbenannt.[1]